# 小行星8214
小行星8214（英語：8214 Mirellalilli）是一颗围绕太阳公转的小行星。1995年3月29日，S. Mottola在拉西拉天文台发现了此天体。
这颗小行星的绝对星等为1.362584015141574等。